# Natalia Valeeva
Natalia Valeeva (Tîrnauca, URSS, 15 de noviembre de 1969) es una deportista italiana de origen moldavo que compitió para la URSS en tiro con arco, en la modalidad de arco recurvo.
Participó en seis Juegos Olímpicos de Verano, entre los años 1992 y 2012, obteniendo dos medallas de bronce en Barcelona 1992, individual y por equipo (junto con Liudmila Arzhannikova y Jatuna Kvrivishvili), el séptimo lugar en Sídney 2000 (individual y equipo), y el quinto en Pekín 2008 (equipo).
Ganó seis medallas en el Campeonato Mundial de Tiro con Arco al Aire Libre entre los años 1991 y 2011, y nueve medallas en el Campeonato Mundial de Tiro con Arco en Sala entre los años 1991 y 2012.
Además, obtuvo nueve medallas en el Campeonato Europeo de Tiro con Arco al Aire Libre entre los años 1996 y 2012, y diez medallas en el Campeonato Europeo de Tiro con Arco en Sala entre los años 1989 y 2013.
En los Juegos Europeos de Bakú 2015 consiguió una medalla de oro en la prueba por equipo.

## Palmarés internacional
| Representando al Equipo Unificado |                            |                   |              |
| Juegos Olímpicos                  |                            |                   |              |
| Año                               | Lugar                      | Medalla           | Prueba       |
| 1992                              | Barcelona (España)         | Medalla de bronce | Individual   |
| 1992                              | Barcelona (España)         | Medalla de bronce | Equipo       |
| Representando a la URSS           |                            |                   |              |
| Campeonato Mundial al Aire Libre  |                            |                   |              |
| Año                               | Lugar                      | Medalla           | Prueba       |
| 1991                              | Cracovia (Polonia)         | Medalla de plata  | Equipo       |
| Campeonato Mundial en Sala        |                            |                   |              |
| Año                               | Lugar                      | Medalla           | Prueba       |
| 1991                              | Oulu (Finlandia)           | Medalla de oro    | Individual   |
| Campeonato Europeo en Sala        |                            |                   |              |
| Año                               | Lugar                      | Medalla           | Prueba       |
| 1989                              | Atenas (Grecia)            | Medalla de oro    | Individual   |
| 1989                              | Atenas (Grecia)            | Medalla de oro    | Equipo       |
| Representando a Moldavia          |                            |                   |              |
| Campeonato Mundial al Aire Libre  |                            |                   |              |
| Año                               | Lugar                      | Medalla           | Prueba       |
| 1995                              | Yakarta (Indonesia)        | Medalla de oro    | Individual   |
| Campeonato Mundial en Sala        |                            |                   |              |
| Año                               | Lugar                      | Medalla           | Prueba       |
| 1993                              | Perpiñán (Francia)         | Medalla de plata  | Individual   |
| 1995                              | Birmingham (Reino Unido)   | Medalla de oro    | Individual   |
| 1999                              | La Habana (Cuba)           | Medalla de oro    | Individual   |
| Campeonato Europeo al Aire Libre  |                            |                   |              |
| Año                               | Lugar                      | Medalla           | Prueba       |
| 1996                              | Kranjska Gora (Eslovenia)  | Medalla de plata  | Individual   |
| Campeonato Europeo en Sala        |                            |                   |              |
| Año                               | Lugar                      | Medalla           | Prueba       |
| 1996                              | Mol (Bélgica)              | Medalla de oro    | Individual   |
| Representando a Italia            |                            |                   |              |
| Campeonato Mundial al Aire Libre  |                            |                   |              |
| Año                               | Lugar                      | Medalla           | Prueba       |
| 1999                              | Riom (Francia)             | Medalla de oro    | Equipo       |
| 2001                              | Pekín (China)              | Medalla de plata  | Equipo       |
| 2007                              | Leipzig (Alemania)         | Medalla de oro    | Individual   |
| 2011                              | Turín (Italia)             | Medalla de oro    | Equipo       |
| Campeonato Mundial en Sala        |                            |                   |              |
| Año                               | Lugar                      | Medalla           | Prueba       |
| 2001                              | Florencia (Italia)         | Medalla de oro    | Individual   |
| 2009                              | Rzeszów (Polonia)          | Medalla de oro    | Equipo       |
| 2009                              | Rzeszów (Polonia)          | Medalla de plata  | Individual   |
| 2012                              | Las Vegas (Estados Unidos) | Medalla de oro    | Individual   |
| 2012                              | Las Vegas (Estados Unidos) | Medalla de bronce | Equipo       |
| Juegos Europeos                   |                            |                   |              |
| Año                               | Lugar                      | Medalla           | Prueba       |
| 2015                              | Bakú (Azerbaiyán)          | Medalla de oro    | Equipo       |
| Campeonato Europeo al Aire Libre  |                            |                   |              |
| Año                               | Lugar                      | Medalla           | Prueba       |
| 1998                              | Boé/Agen (Francia)         | Medalla de plata  | Equipo       |
| 1998                              | Boé/Agen (Francia)         | Medalla de bronce | Individual   |
| 2000                              | Antalya (Turquía)          | Medalla de bronce | Equipo       |
| 2002                              | Oulu (Finlandia)           | Medalla de oro    | Individual   |
| 2004                              | Bruselas (Bélgica)         | Medalla de plata  | Equipo       |
| 2010                              | Rovereto (Italia)          | Medalla de oro    | Equipo mixto |
| 2010                              | Rovereto (Italia)          | Medalla de bronce | Equipo       |
| 2012                              | Ámsterdam (Países Bajos)   | Medalla de oro    | Equipo mixto |
| Campeonato Europeo en Sala        |                            |                   |              |
| Año                               | Lugar                      | Medalla           | Prueba       |
| 2002                              | Ankara (Turquía)           | Medalla de oro    | Individual   |
| 2004                              | Sassari (Italia)           | Medalla de plata  | Individual   |
| 2010                              | Poreč (Croacia)            | Medalla de oro    | Individual   |
| 2010                              | Poreč (Croacia)            | Medalla de plata  | Equipo       |
| 2011                              | Cambrils (España)          | Medalla de plata  | Individual   |
| 2013                              | Rzeszów (Polonia)          | Medalla de plata  | Individual   |
| 2013                              | Rzeszów (Polonia)          | Medalla de plata  | Equipo       |